# 金山寺 (鎮江市)
金山寺（きんざんじ）は、中華人民共和国江蘇省鎮江市潤州区にある仏教寺院。またの名は江天禅寺という。

## 歴史
東晋の永昌2年（323年）、明帝により創建された。当時は沢心寺と称した。
北宋の真宗により「龍遊寺」の名を賜った。神宗の元豊年間、住職の仏印（蘇軾の友）が伽藍を整備した。徽宗のとき、道教に改教する。「神霄玉清万寿宮」と改称。
元代に金山寺に正式に改名した。
清の康熙23年（1684年）、康熙帝が南遊して、金山寺を経由して、「江天禅寺」の額を賜ります。18世紀には、フランスの地理学者ジョージズルイスル・ルージュ（Georges-Louis Le Rouge）は金山寺を訪問して、中国の古代庭園で若干の油画を塗りました。
1948年の国共内戦の兵火で焼失している。
文化大革命の初め、仏像・法器は徹底的な破壊に遭い、長老は迫害に遭って、僧侶はしかたなく還俗した。1983年、中華人民共和国国務院は仏寺を漢族地区仏教全国重点寺院に認定した。2011年12月、江蘇省人民政府は仏寺を江蘇省文物保護単位に認定した。2012年に中国の5A級観光地に認定された。

## 伽藍
大門、山門、天王殿、鐘楼、鼓楼、大雄宝殿、慈寿塔、蔵経閣